# Église Saint-Nicolas du Pouliguen
L’église Saint-Nicolas du Pouliguen est une église de style néogothique construite en 1860 par l'architecte François Bougoüin.
Elle se situe sur la commune du Pouliguen et remplace un édifice du XVIIe siècle (détruit) situé à l’emplacement des halles actuelles.

## Historique
L'Église est ouverte au culte dès 1864, avant la fin des travaux. Le clocher reçoit ses quatre cloches en 1896. 
Un petit orgue de chœur d’une dizaine de jeux est remplacé en 1976 par un grand orgue de 15 jeux sur deux claviers (d'occasion construit en 1901 par la maison Joseph Merklin). En 2017, un nouvel orgue de 36 jeux réels sur trois claviers et pédalier est inauguré, dont la conception revient à Bertrand Cattiaux. 
Après une première phase de restauration commencée en 2019, l'église est fermée pour une grande restauration de la façade et de la structure du clocher de fin 2021 à 2023. La rénovation prévoit aussi un renouvellement complet du système électrique. L'association Saint-Nicolas-Patrimoine cœur de ville est constituée en 2019 pour collecter et gérer les fonds destinés aux travaux.

## Bâtisse
L’orientation de l'église Nord-Est vers Sud-Ouest, l’inverse de l’orientation traditionnelle.

## Description des œuvres
Entre 1950 et 1970, l'Église reçoit deux statues du sculpteur batzien Jean Fréour, un saint Joseph et un Christ en gloire.
Plusieurs objets de l'Église sont enregistrés au registre des objets protégés : Bateau votif ex-voto, bannière de procession dite de saint Nicolas, statue Saint Antoine de Padoue, quatre calices, deux reliquaires, tableau et son cadre de Vierge à l'enfant à la chaise.

## Galerie

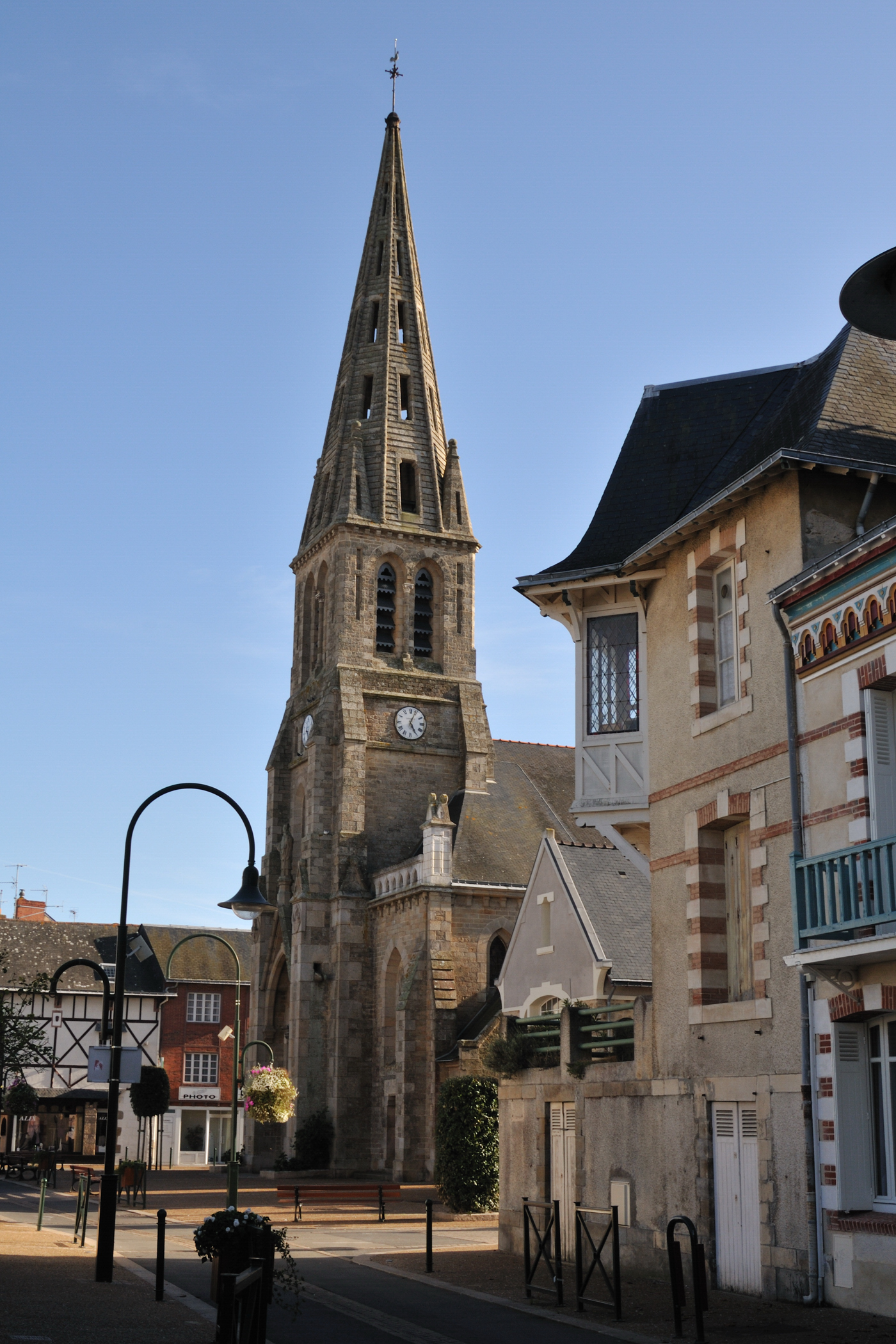
Vue de l'église depuis la Grande Rue.
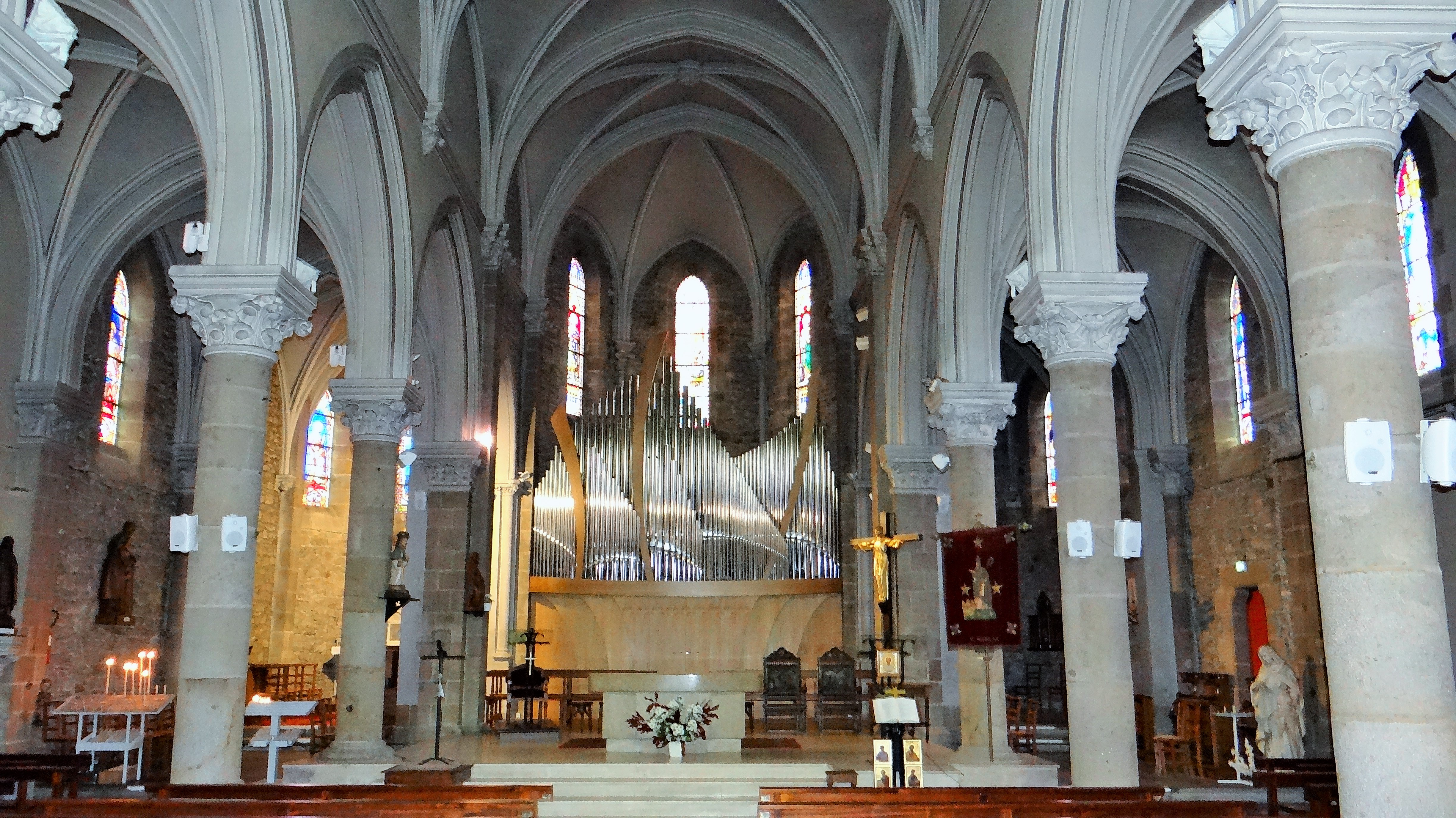
Vue intérieure de l'église.
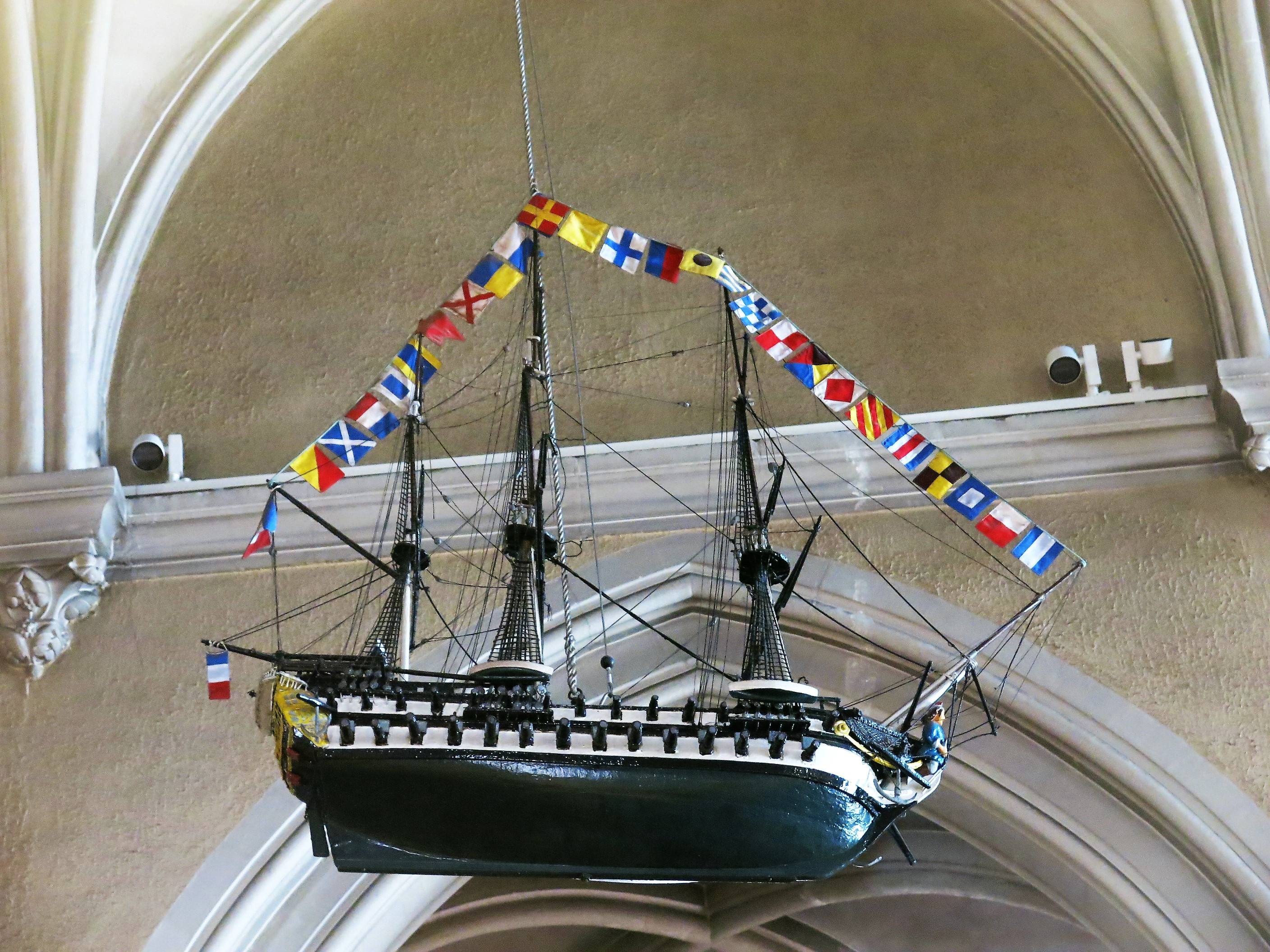
Bateau votif ex-voto de l'église.
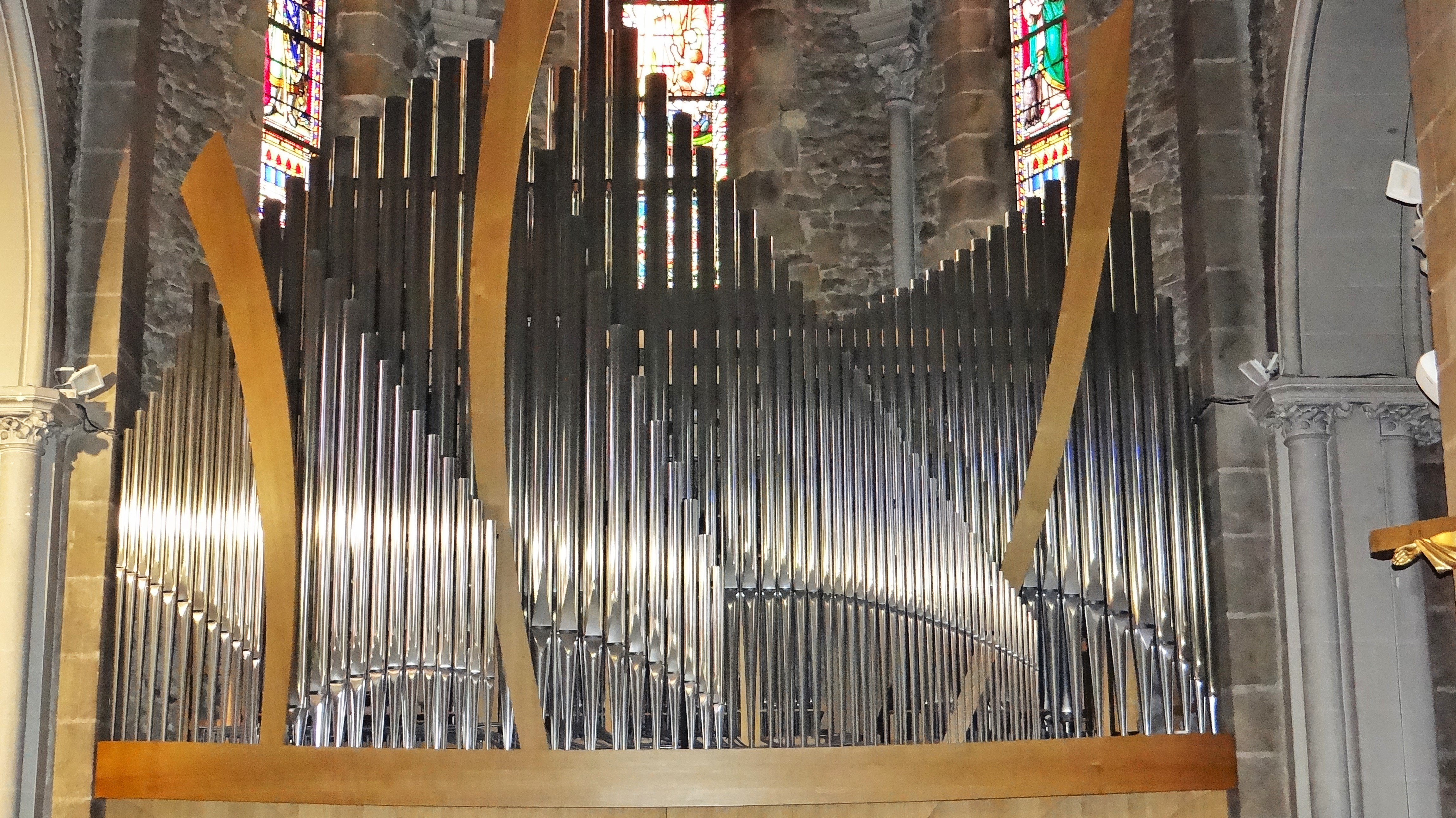
Orgue de l'église.